# 白幻
「白幻」（はくげん）は、2020年2月5日に発売されたael-アエル-の2ndシングル。

## 概要
メンバーは、奏未来、祈夜星波、有光陽稀、花園千知、雫月LEE、日和乃愛、綾目夏向。
ただし休養している奏未来はMV、ジャケットには登場していない。
奏未来、祈夜星波、花園千知にとってのラストシングル。

## 収録曲
テイチクレコード公式サイト内の紹介ページによる。

### 初回限定盤A
CD
1. 白幻
  - 作詞・作曲：金子麻友美
  - 作曲：夢見クジラ
  - 編曲：大沢圭一
2. Listen!
  - 作詞・作曲：TAMATE BOX (FUZ)
  - 編曲：KUME.

DVD
- 「白幻」Music Video

### 初回限定盤B
CD
1. 白幻
2. Listen!

DVD
- 「白幻」MVメイキング映像〜卒業スペシャル〜

### 通常盤
1. 白幻
2. Listen!
3. 月光のふたつ
  - 作詞・作曲・編曲：U-re:x（村田有希生）
4. 白幻（Instrumental）
5. Listen!（Instrumental）
6. 月光のふたつ（Instrumental）